# Michel Zaoui
Pour les articles homonymes, voir Zaoui.
Michel Zaoui est un avocat français,  un des rares à avoir participé aux trois procès de crimes contre l'humanité organisés en France, ceux de Klaus Barbie, Paul Touvier et Maurice Papon.

## Biographie
Michel Zaoui est un avocat français. Il prête serment le 19 novembre 1969 et exerce au barreau de Paris.

## Œuvres
- Alain Lévy et Michel Zaoui. Après le procès Papon. Questions sur un verdict. Libération.  16 avril 1998[3]
- Michel Zaoui. La signature du crime contre l'humanité. Dans Barbie, Touvier, Papon. Autrement, 2002[4]
- Michel Zaoui. Mémoires de justice. Barbie, Touvier, Papon. Légendes et dessins de Noëlle Herrenschmidt et postface de Antoine Garapon. Seuil, 2009.  (ISBN 2020962365),  (ISBN 978-2020962360)[5]
- Michel Zaoui. Hommage à Rita Thalmann. Revue d’Histoire de la Shoah 2014/1 (N° 200)[4]